# Lophoruza lithina
Lophoruza lithina är en fjärilsart som beskrevs av Holland 1894. Lophoruza lithina ingår i släktet Lophoruza och familjen nattflyn. Inga underarter finns listade i Catalogue of Life.